# Drachensee (Tyrol)
Ne doit pas être confondu avec le Lech dl Dragon, dans le Tyrol du Sud, en Italie.
Le Drachensee est un lac dans le massif de Wetterstein, situé dans la commune du Tyrol de Mieming.

## Géographie
Le lac est entouré de montagnes telles que l'Ehrwalder Sonnenspitze, le Vorderer Drachenkopf et le Grünstein. Le lac se trouve au-dessus du Seebensee, qui est à une altitude de 1 910 m.

## Ascension
Le refuge de Cobourg se situe juste à côté du lac.